# Björnbergstjärnen (Fjällsjö socken, Ångermanland)
Björnbergstjärnen är en sjö i Strömsunds kommun i Ångermanland och ingår i Ångermanälvens huvudavrinningsområde.